# Lluís Ferran de Pol
Lluís Ferran de Pol (Arenys de Mar, Maresme, 17 de gener de 1911 - l'Hospitalet de Llobregat, 19 d'octubre de 1995) fou un escriptor i advocat català.

## Biografia
Era fill de Josep Ferran i Condominas fabricant téxtil i Maria de Pol i Vilà. El 1933 es llicencià en Dret a la Universitat de Barcelona, on es declarà deixeble d'Antoni Rovira i Virgili, i el 1937 ja va guanyar el Premi Narcís Oller. Durant la guerra civil espanyola fou instructor de milícies i lluità al front d'Aragó marxà a França, on fou internat al camp de Sant Cebrià de Rosselló. Gràcies a les gestions del Comitè Britànic per als refugiats d'Espanya marxa a Mèxic, on el 1946 es va llicenciar en lletres. Allí va treballar en el diccionari enciclopèdic UTEHA, fou col·laborador al diari mexicà Excelsior i fins i tot va viure en una comunitat indígena maia, que li va inspirar una novel·la. Amb Joan Sales, Raimon Galí i altres fundà les revistes en català Full Català i Quaderns de l'Exili, on polemitzà en la defensa d'un catalanisme renovat a causa de la dura experiència de la guerra civil. També conegué la filòloga gal·lesa Esyllt T. Lawrence, amb la qual es casà.
El 1948 tornà a Catalunya i s'establí a Arenys de Mar, on exercí d'advocat, alhora que col·laborava a Serra d'Or i publicava narracions infantils a Cavall Fort i Tretzevents. La seva obra reflecteix la fascinació pels ambients mexicans i pel substrat indígena, i es defineix pel seu estil creador i una gran imaginació. El 1986 va rebre la Creu de Sant Jordi. També ha traduït al català El vell i el mar d'Ernest Hemingway i Enllà d'A. J. Cronin.
És enterrat al Cementiri d'Arenys de Mar.

## Obres
- Tríptic (1937, publicada el 1964)
- Abans de l'alba (1954)
- La ciutat i el tròpic (1956, premi Víctor Català 1955)
- Érem quatre (1960)
- Miralls tèrbols (1966)
- De lluny i de prop (1973)
- Sedna (1980)
- Entre tots ho farem tot (1982)
- El gegant i el rabadà. Neu al parc (1993)